# Aermacchi Bicilindrica
Die Aermacchi Bicilindrica ist ein Motorrad, das der italienische Hersteller Aeronautica Macchi von 1952 bis 1954 baute. „Bicilindrica“ bedeutet im Deutschen „Zweizylinder“.

## Geschichte
Das erste Motorrad des Herstellers war die 1951 vorgestellte Cigno. Für die ein Jahr später erscheinende Bicilindrica wurden zwei der Aggregate nebeneinandergesetzt, sodass ein Zweizylinder-Reihenmotor entstand.
Der Markterfolg dieser Maschine war mit nur 150 gebauten Exemplaren enttäuschend, sodass die Fertigung 1954 ohne Nachfolger eingestellt wurde.

## Technik

### Motor und Antrieb
Die Bicilindrica hat einen luftgekühlten Zweizylinder-Zweitaktmotor mit fast waagerecht liegenden Zylindern. Auf dem linken Stumpf der zweifach gelagerten Kurbelwelle befindet sich eine Mehrscheiben-Ölbadkupplung, über die die Motorkraft an ein geradverzahntes Vierganggetriebe weitergeleitet wird. Das Hinterrad wird über eine Kette mit konstanter Spannung angetrieben.
Das Benzin-/Ölgemisch 1:17 wird dem Motor über einen Rundschiebervergaser mit 22 mm Durchlass aus dem 16,5-Liter-Tank zugeführt. Der Zündfunke kommt von einem Zündlichtmagnet.

### Rahmen und Fahrwerk
Die Bicilindrica hat einen Stahlrohrrahmen mit abgesenkten Mittelrohren. Beide Räder sitzen in gefederten Schwingen, vorne mit Reibungsstoßdämpfern. Die hintere Schwinge ist als Triebsatzschwinge ausgelegt, Rahmen, Kotflügel und Tank sind schwarz oder metallic-blau lackiert.

### Räder und Bremsen
Die 15″-Räder sind als Drahtspeichenräder ausgeführt und besitzen Halbnaben-Trommelbremsen. Die hintere Bremse wird über einen Fußhebel an der linken Motorseite und ein Gestänge bedient, die vordere mit einem Seilzug vom Lenker aus.

### Technische Daten
Folgende Angaben lassen sich finden.
| Typ                    | Bicilindrica              |
| Bauzeitraum            | 1952–1954                 |
| Hubraum                | 246,0 cm³                 |
| Bohrung × Hub          | 52 mm × 58 mm             |
| Verdichtung            | 6,8 : 1                   |
| Leistung               | 10,0 PS (7,4 kW)          |
| bei Drehzahl           | 5000/min                  |
| Getriebe               | 4-Gang                    |
| Bremsen vorne / hinten | Trommel / Trommel         |
| Reifen vorne / hinten  | 3,50″ × 15″ / 3,50″ × 15″ |
| Leergewicht            | 97 kg                     |
| Höchstgeschwindigkeit  | 105 km/h                  |